# Fighter (Christina-Aguilera-Lied)
Fighter ist die dritte Single aus Christina Aguileras zweitem Studioalbum Stripped. Der Song wurde 2003 als Single veröffentlicht und erreichte Platz 20 in den US-amerikanischen Billboard Hot 100 sowie Platz drei im Vereinigten Königreich.

## Hintergrund
Fighter wurde von Aguilera und Scott Storch geschrieben und von Storch produziert. Dave Navarro sorgte für den Gitarrensound. Somit ist er Aguileras erster Song, der Rock-Elemente enthält.
Fighter ist einer von Aguileras populärsten Titeln. Er wurde für einen Werbeclip der Reihe Love It Live der NBA Playoffs genutzt.

## Inhalt
Aguilera bedankt sich bei einer Person, die ihr zunächst Probleme bereitet hat. Denn durch diese ist sie härter, schlauer und stärker geworden.

## Kommerzieller Erfolg

### Chartplatzierungen
| ChartsChartplatzierungen       | Höchstplatzierung | Wochen |
| ------------------------------ | ----------------- | ------ |
| Deutschland (GfK)              | 13 (14 Wo.)       | 14     |
| Österreich (Ö3)                | 12 (17 Wo.)       | 17     |
| Schweiz (IFPI)                 | 11 (15 Wo.)       | 15     |
| Vereinigte Staaten (Billboard) | 20 (20 Wo.)       | 20     |
| Vereinigtes Königreich (OCC)   | 3 (15 Wo.)        | 15     |

| ChartsJahrescharts (2003)      | Platzierung |
| ------------------------------ | ----------- |
| Schweiz (IFPI)                 | 77          |
| Vereinigte Staaten (Billboard) | 79          |

### Auszeichnungen für Musikverkäufe
| Land/Region                  | Auszeichnungen für Musikverkäufe (Land/Region, Auszeichnung, Verkäufe) | Verkäufe  |
| ---------------------------- | ---------------------------------------------------------------------- | --------- |
| Australien (ARIA)            | Gold                                                                   | 35.000    |
| Kanada (MC)                  | Platin                                                                 | 80.000    |
| Neuseeland (RMNZ)            | Gold                                                                   | 15.000    |
| Vereinigte Staaten (RIAA)    | 2× Platin                                                              | 2.000.000 |
| Vereinigtes Königreich (BPI) | Platin                                                                 | 600.000   |
| Insgesamt                    | 2× Gold · 4× Platin ·                                                  | 2.730.000 |

Hauptartikel: Christina Aguilera/Auszeichnungen für Musikverkäufe